# Palais Gio Francesco Balbi
Le palais Gio Francesco Balbi, également connu sous le nom de palais Balbi Cattaneo, est un palais urbain situé angle de la via Balbi et de la Piazza della Nunziata, dans le centre historique de Gênes. Il s'agit d'un des Palais des Rolli qui étaient destinés, à l'époque de la République de Gênes, à accueillir des invités de haut rang lors de visites d'État au nom du gouvernement génois.
Le bâtiment fait partie des 42 palais des Rolli sélectionnés et déclarés site du patrimoine mondial par l'UNESCO le 13 juillet 2006.

## Histoire et description
Demeure ancestrale de la famille Balbi, elle fut agrandie au XVIe siècle par Gio Francesco, gouverneur de la République de Gênes, qui transforma l'ancien noyau avec l'annexion de certains bâtiments adjacents,.
Situé au sud du nouvel axe routier, dans une position d'angle privilégiée, le palais fut agrandi dans la première moitié du XVIIe siècle. L'initiative, prise par son fils Stefano, permet de rectifier la façade sur rue du bâtiment, en ouvrant l'ensemble et une imposante façade en loggia,.
Encore présente dans le rollo de 1664 sous le nom de Balbi, elle passa par héritage à la famille Cattaneo della Volta qui, au cours du XVIIIe siècle, chargea l'architecte Gregorio Petondi de réaliser les décorations en stuc de la façade et des intérieurs,.
Propriété d'une compagnie d'assurance, elle a connu un effondrement de sa couverture pendant la Seconde Guerre mondiale. La reconstruction est l'œuvre de l'architecte Luigi Carlo Daneri qui adhère aux caractéristiques de la composition originale, en restaurant les éléments structurels et décoratifs,.
Le palais a été acheté en 2001 par l'Université de Gênes, pour être utilisé comme bureaux et salles de cours pour l'École des Sciences humaines.

## Pinacothèque
Il abrite une importante galerie de peinture du XVIIIe siècle, qui a été volée en 1997 lors de travaux de rénovation. Certains tableaux, récupérés ultérieurement, ont été replacés à leur emplacement d'origine, dans la pièce servant de grand hall.

## Galerie

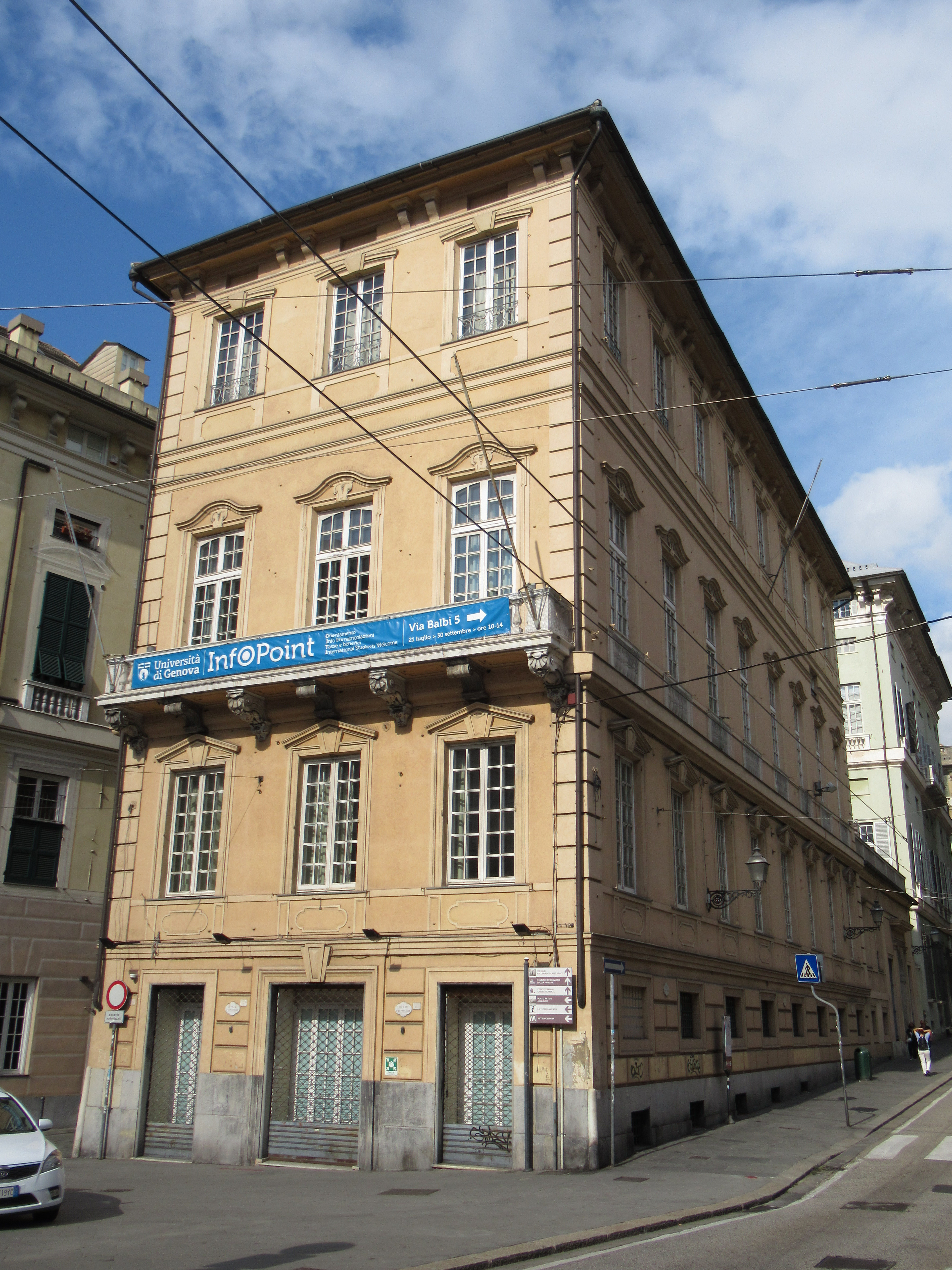
La façade sur la Piazza della Nunziata.
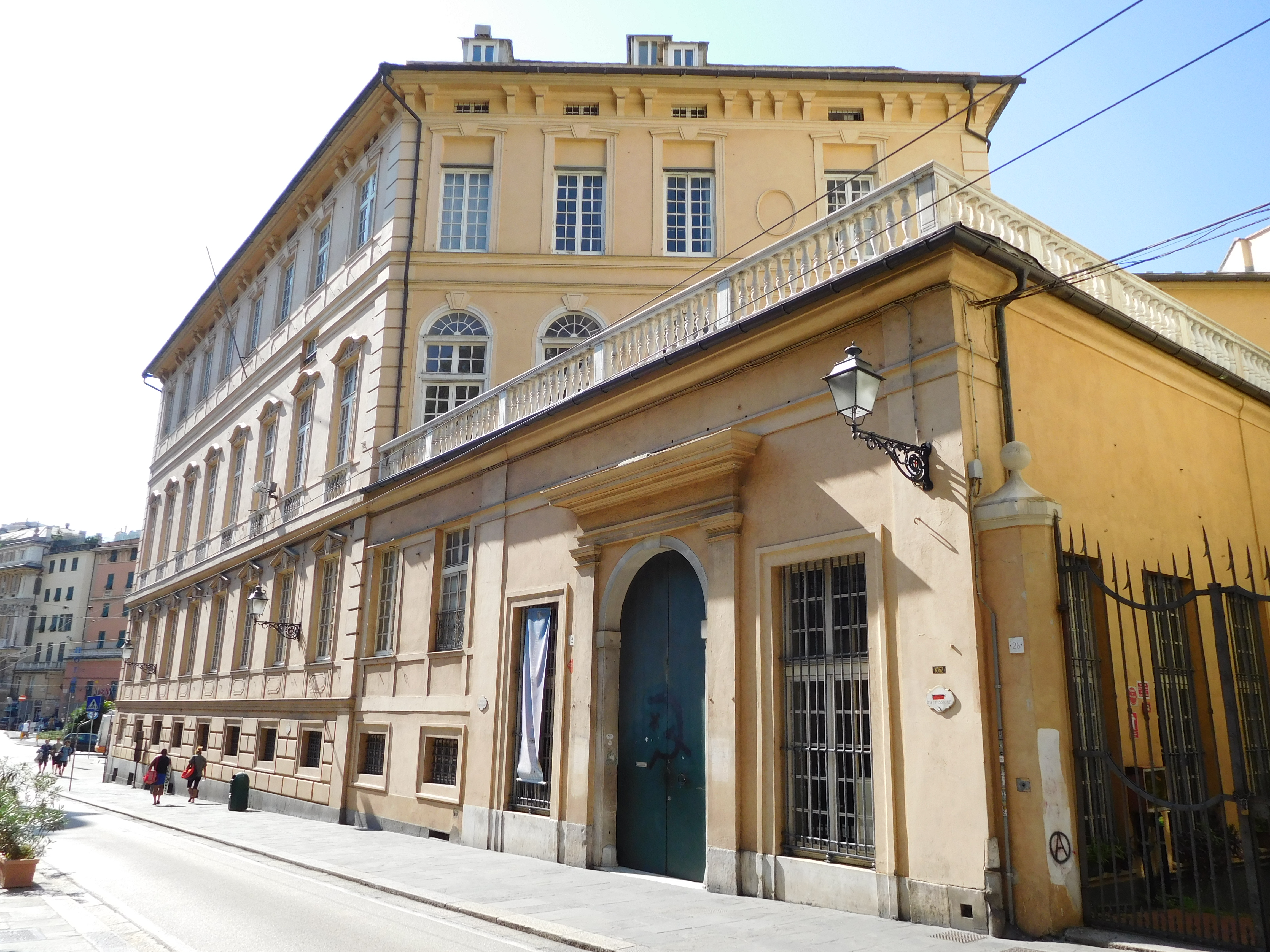
Le bâtiment vu de la via Balbi.
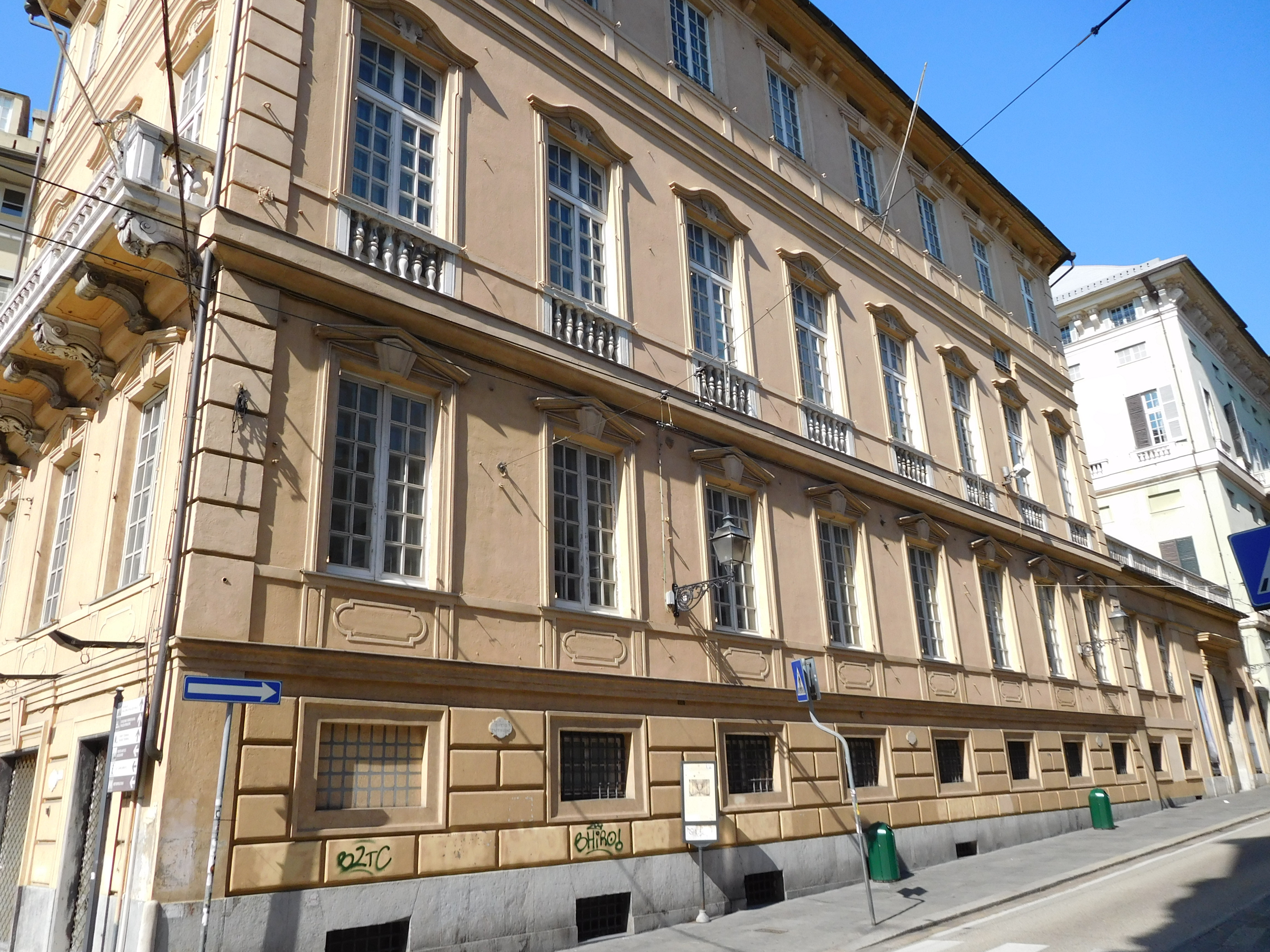
La façade de la via Balbi.
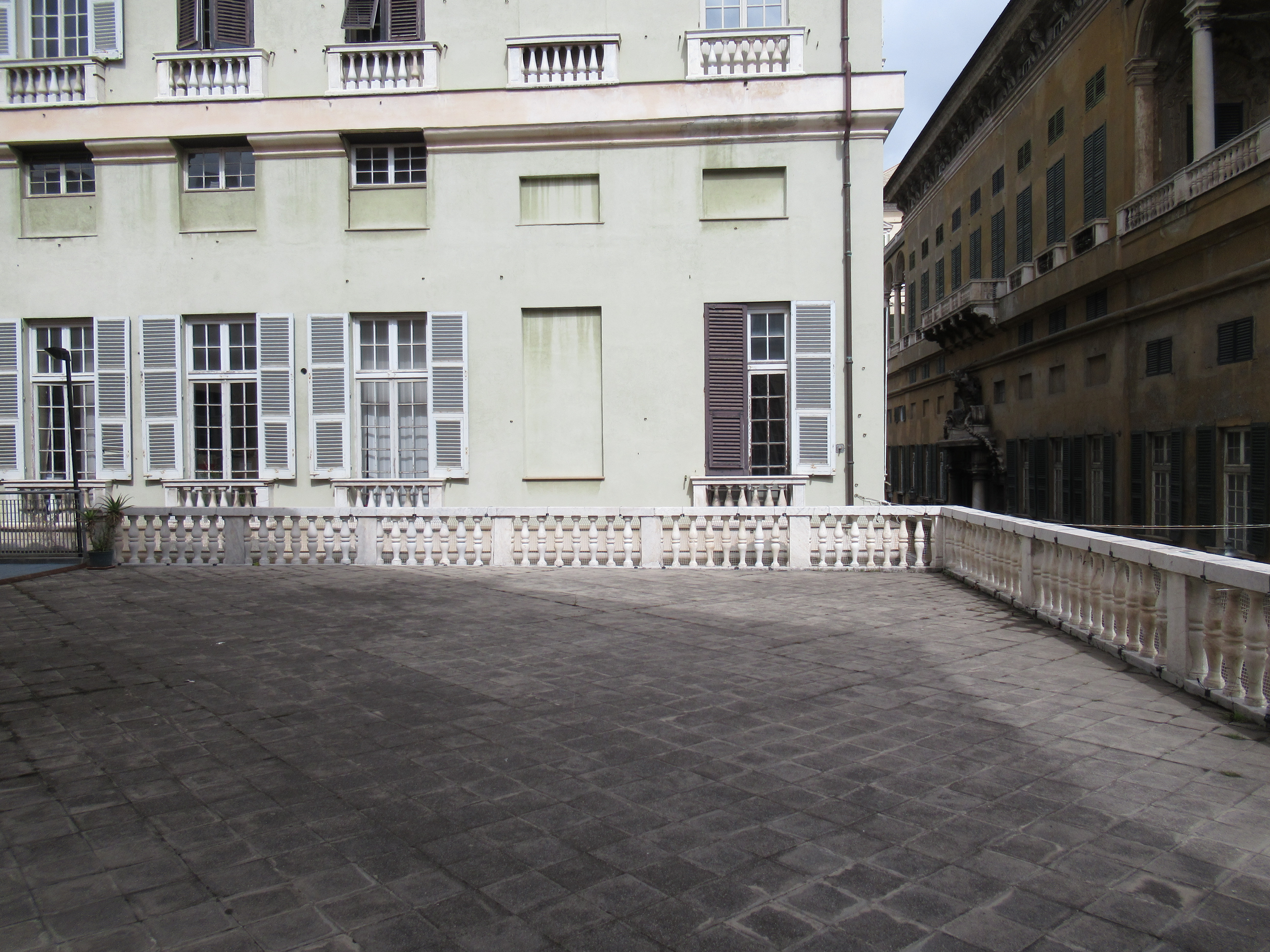
La terrasse.

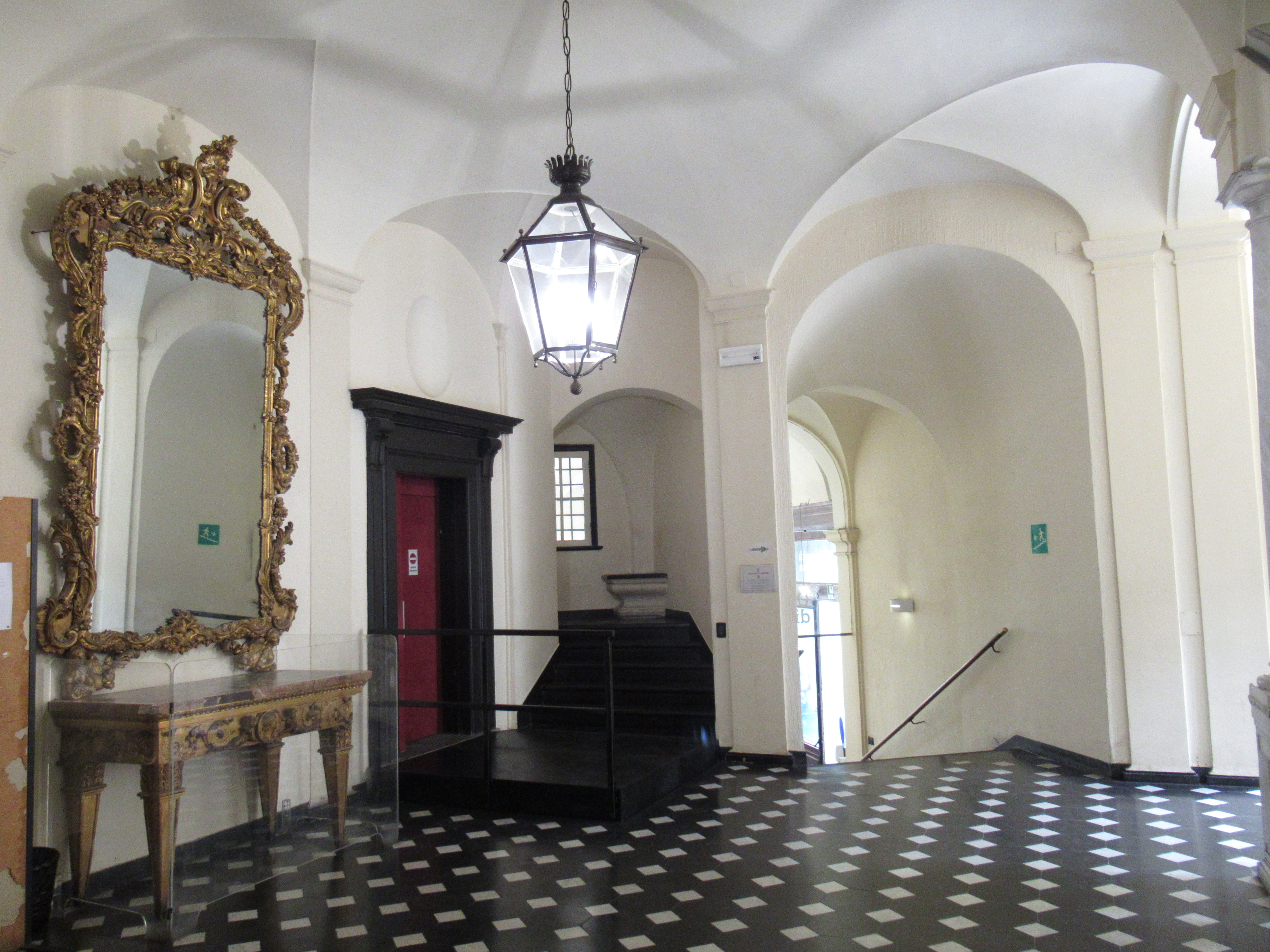
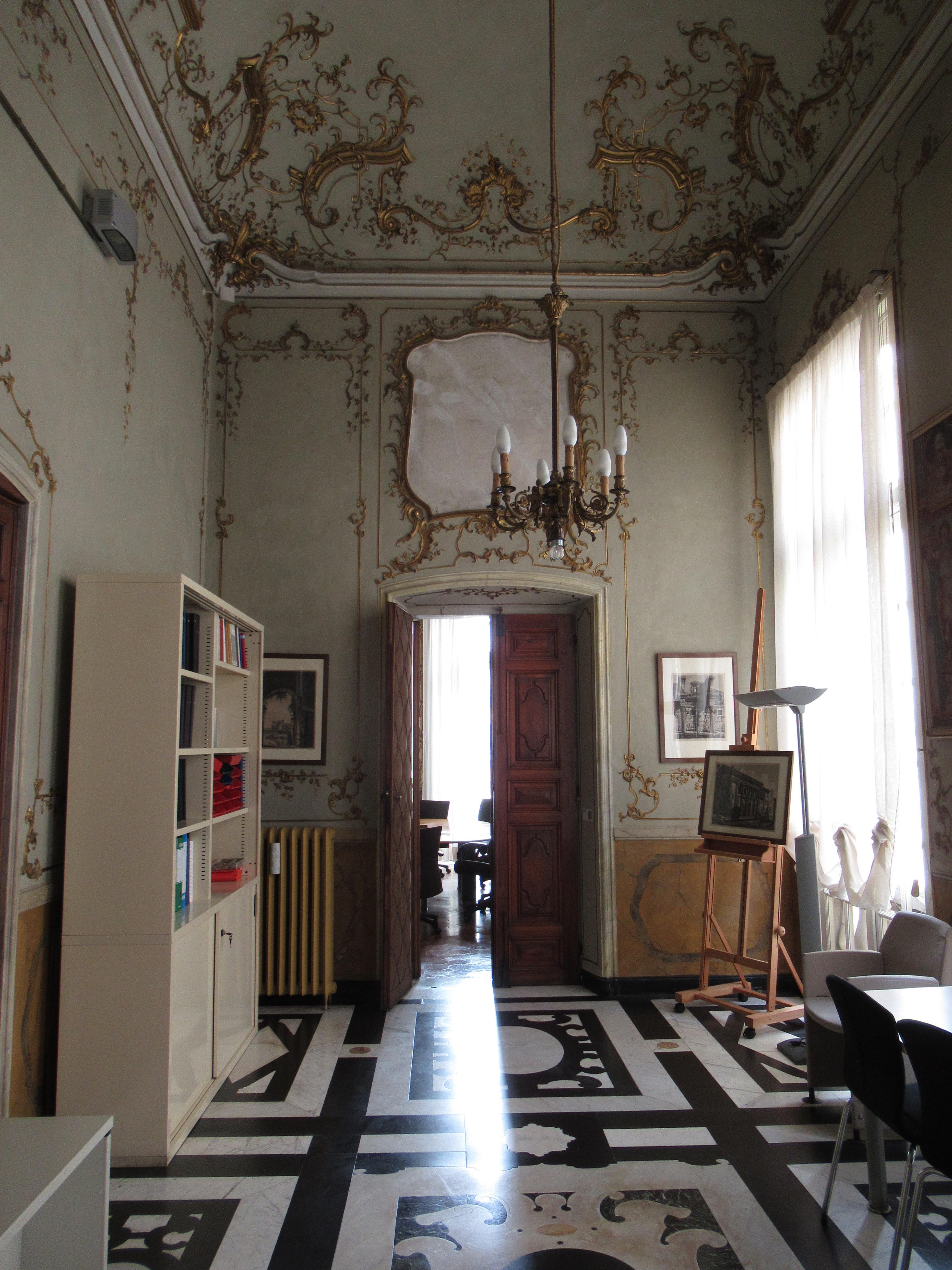
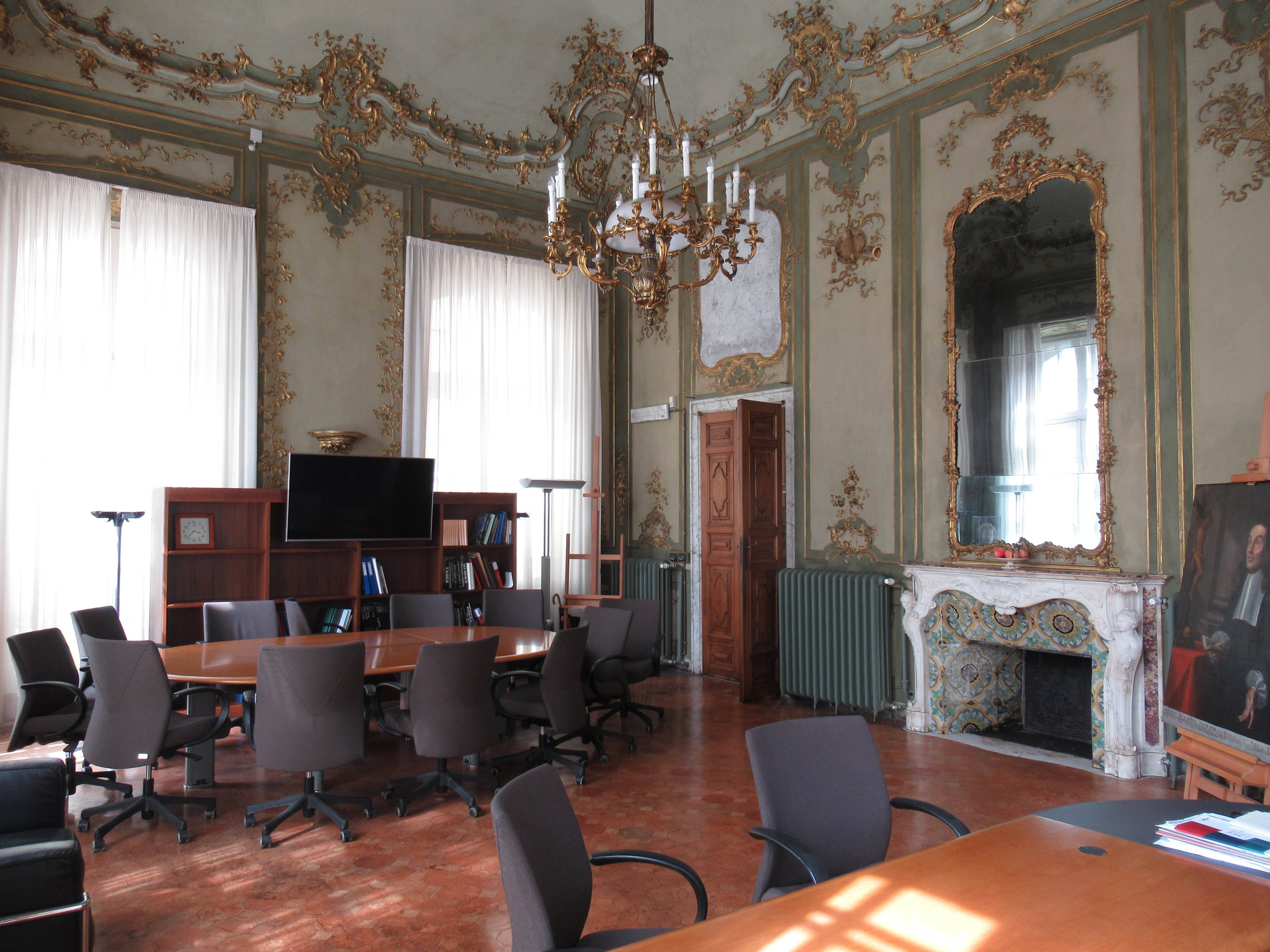
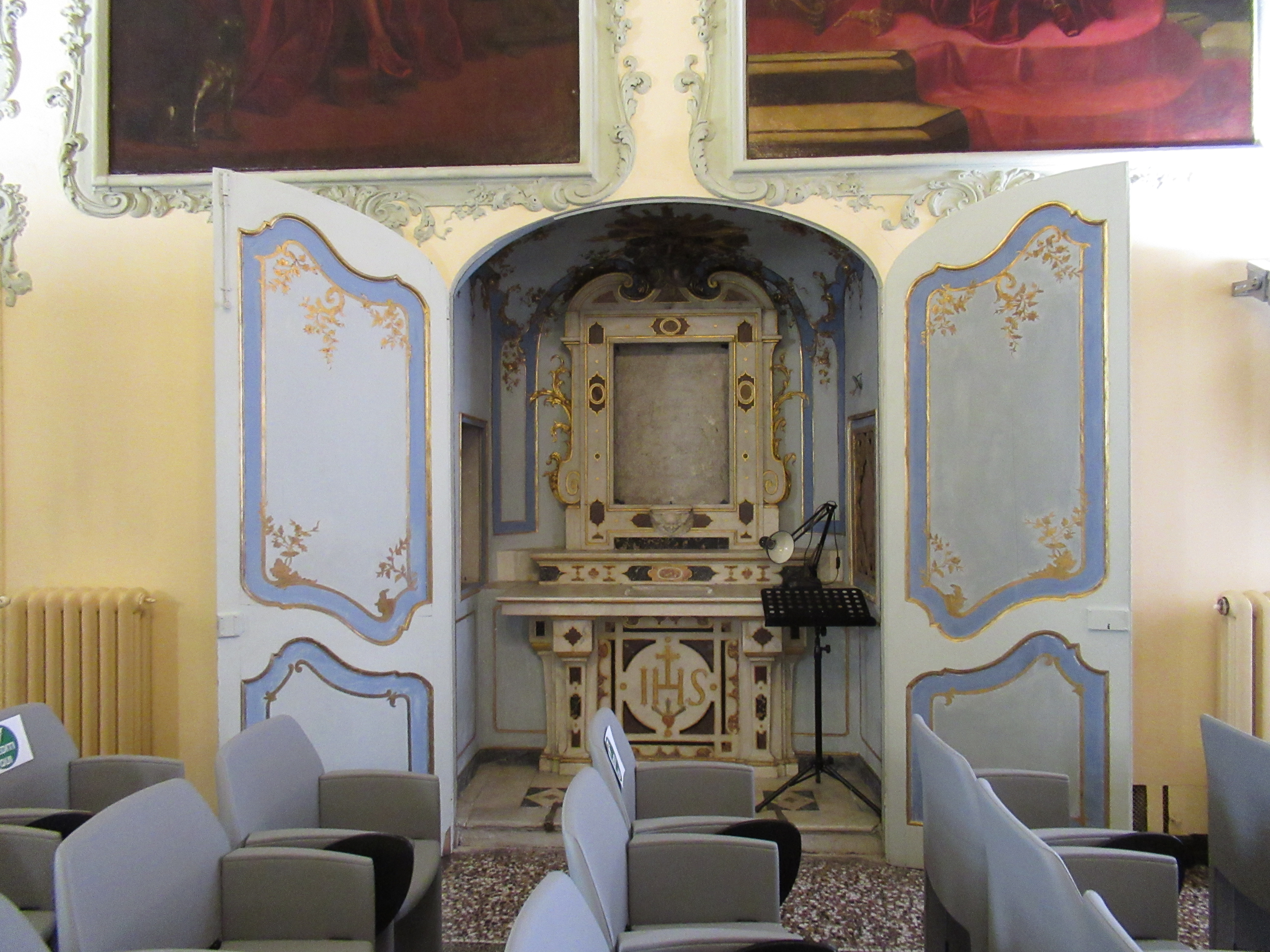
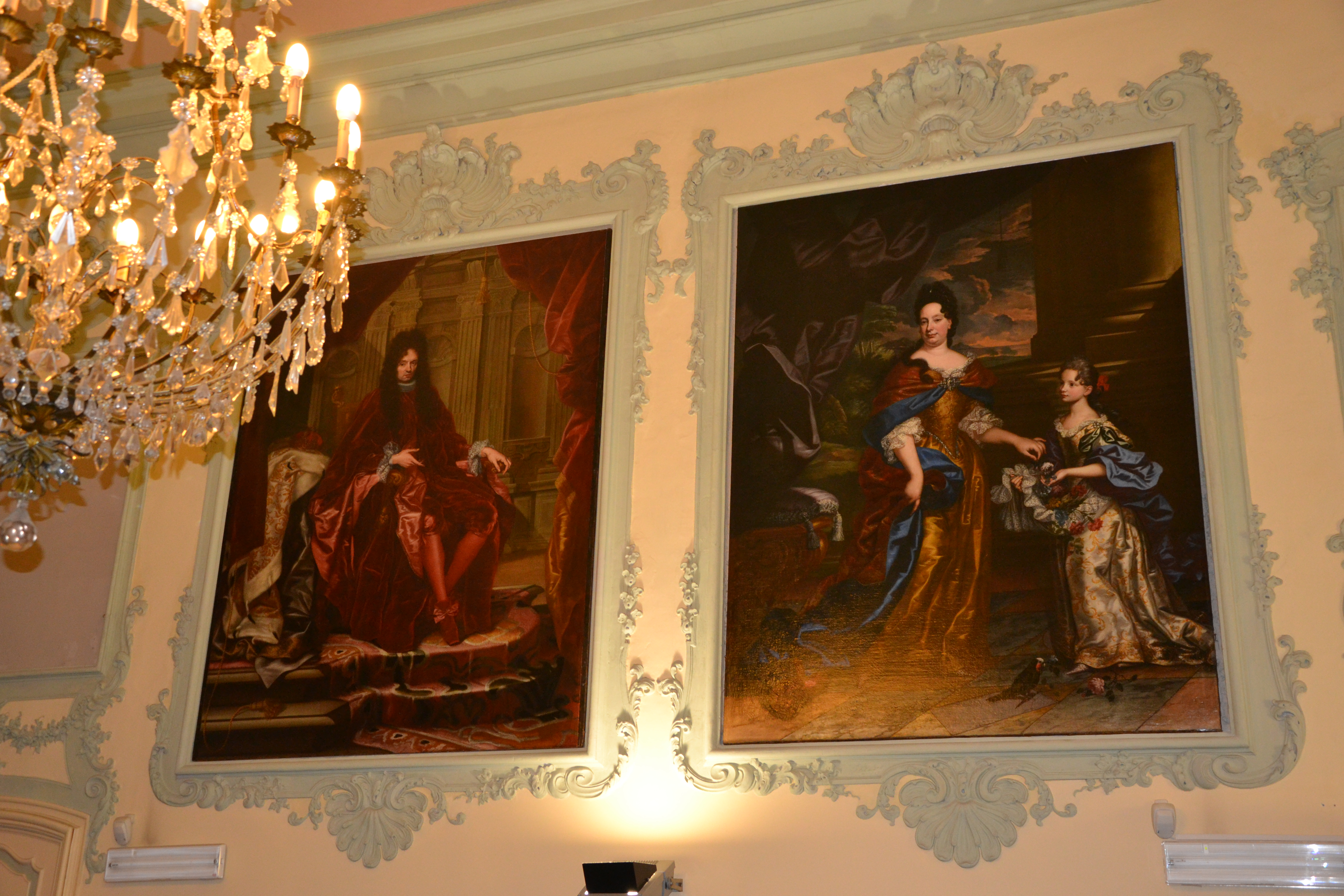
Portrait du Doge Giovanni Battista Cattaneo della Volta, Gio Enrico Vaymer.